# Gūy Bolāgh
Gūy Bolāgh (persiska: گوی بلاغ) är en ort i Iran.   Den ligger i provinsen Teheran, i den nordvästra delen av landet, 90 km väster om huvudstaden Teheran. Gūy Bolāgh ligger 1 617 meter över havet och antalet invånare är 147.
Terrängen runt Gūy Bolāgh är kuperad norrut, men söderut är den platt. Runt Gūy Bolāgh är det ganska glesbefolkat, med 27 invånare per kvadratkilometer. Närmaste större samhälle är Eshtehārd, 11,4 km norr om Gūy Bolāgh. Trakten runt Gūy Bolāgh består i huvudsak av gräsmarker.